# Ithaca Hour
Ithaca Hour är en före detta lokal valuta i staden Ithaca, New York. Valutan grundades av Paul Glover i november 1991. Ithaca Hour har inspirerat till liknande system runt om i USA och även i andra länder. 

## Ithaca Hour vs LETS
Syftet med Ithaca Hours liksom andra lokala valutor är bland annat att gynna lokal företagsamhet, inklusive hobbyföretagande. Likheter finns med lets (local exchange trading system). Skillnaden är att lets är system för ömsesidig kredit, medan Ithaca Hours var fysiska sedlar som trycktes i en lokal centralbank. 

## In Ithaca Hour
Ithaca Hours cirkulationskommitté (Circulation committee of Ithaca Hours, Inc.) träffas regelbundet och tar då bland annat ställning till om nya sedlar skall tryckas eller ej. 
Ithaca Hour var inte uppbackad av den nationella valutan (US-dollar) och inte heller av guld. Den kunde inte heller bytas fritt bytas mot US-dollar eller annan nationell valuta. Dock fanns vissa affärer som växlade Ithaca Hour-sedlar mot dollar. Ett stort antal affärer i staden accepterade delbetalning i Ithaca Hours. 
Ithaca Hours trycktes på högkvalitativt papper och med grafik som är svår att reproducera. Varje sedel stämplas också med ett serienummer för att minska risken för förfalskning.
En Ithaca Hour var fixerad till tio US-dollar och det fanns fem olika Ithaca Hour-sedlar. Den största sedeln var värd en Ithaca Hour. Den minsta var värd en tiondels Ithaca Hour. Varje sedel har en inskription "In Ithaca we trust". På varje sedel fanns också en avbildning av något lokalt från Ithaca. 